# مركز الفنون الحديثة بروما ماكسي
مركز العمارة والفن المعاصر بروما ماكسي هو أول متحف وطني للفن المعاصر في إيطاليا. أنشئت هذه المؤسسة الجديدة بقرار من البرلمان ووزارة الثقافة الإيطالية، حيث كانت مشاريع روما تتصف بالعراقة والكلاسيكية، إلا أن تنفيذ العمل، الذي خرج عن الإطار المعروف، كان لدافع سياسي. وكان تصميم المبنى بمثابة الخطوة الأولى في خلق المؤسسة. وقد تم استلهامه من خطوط وتراث المدينة ليتوأم مع أجواء العاصمة. وقد تم تخصيص موقع حضري كبير لإقامة المبنى عليه في مقاطعة فلامينيا على الحافة الشمالية لمركز روما التاريخي. وتطلب تنفيذ مشروع المبنى الضخم، حوالي 21 ألف مترًا مربعًا، أكثر من ست سنوات من العمل المتواصل حتى تم إنجازه. وتم افتتاحه بروما في نهاية عام 2009. وتكلف العمل 150 مليون يورو، بحسب جريدة الباييس الإسبانية.

## التصميم
ينقسم المركز من الخارج إلى قسمين رئيسين، متعابدين عن بعضهما، إلا أنها يلتقيان في خط تماس بينهما. أما في الداخل، فهناك تفرعات عديدة فيه حيث لا مكان للتناسق بين القاعات والسلالم. والمبنى خرساني مُغطى سقفه بزجاج عاكس شفاف يسمح باختراق الضوء وانتشاره بالمكان، فضلًا عن انعكاسه على اللوحات، بحيث يُشكل منظرًا يُضفي على المكان جوًا من الأناقة ناتج عن انعكاس الشمس على الزجاج. ويهتم المركز بنمطين من الفنون؛ أولهما التصاميم واللوحات المعمارية؛ أما النمط الثاني فهو عرض التحف الفنية ذات القيمة الثقافية والإبداعية العالية. إضافة إلى كونه مركزًا لتبادل المعلومات بين الناس، حيث يشتمل على فراغات للعرض الدائم والمؤقت ومركزًا معماريًا ومركزًا للمؤتمرات ومكتبة. وقد مُنحت زها حديد الجائزة الأولى في المسابقة الدولية التي أقيمت في فبراير 1999 لاختيار تصميم لهذا المركز. وقالت حديد عنه: «إنه مركز ثقافي لتبادل الأفكار وفسحة لتبديل طريقة الحياة في المدينة لا صالة عرض للآثار الفنية فقط».